# Doreen Lang
Doreen Lang (15 de febrero de 1915 - 21 de abril de 1999) fue una actriz cinematográfica y televisiva estadounidense  neozelandesa. 

## Biografía
Nació en Gisborne, Nueva Zelanda, Lang se formó en una escuela teatral de Londres, actuando en sus inicios en el circuito de Broadway y en televisión. En 1956 el director Alfred Hitchcock llevó a la actriz a trabajar a Hollywood, debutando en el cine con el film de Hitchcock The Wrong Man, en el cual encarnaba a Ann James. Lang actuó también en los clásicos de Hitchcock Los pájaros y North by Northwest. 
Como actriz televisiva, participó en series como Los Intocables, Perry Mason, Lou Grant, Kung Fu, Gunsmoke y The Waltons.
Doreen Lang se casó dos veces. Fruto de su matrimonio con Richard Rudy desde 1940 hasta 1956 fue su única hija. Con su segundo marido, el actor Arthur Franz, vivió con dos hijastras y un hijastro. 
Lang falleció en 1999 en Malibú, California, a causa de un cáncer. Tenía 84 años de edad.

## Filmografía (selección)
- 1956: The Wrong Man
- 1959: North by Northwest
- 1963: Los pájaros
- 1970: The House that would not die
- 1976: Los Intocables
- 1990: Almost an Angel